# Castello di Brolio
Het Castello di Brolio in Brolio, vlak bij de frazione San Regolo, in de gemeente Gaiole in Chianti, Siena, is een kasteel, dat in particulier eigendom is van de familie Ricasoli.

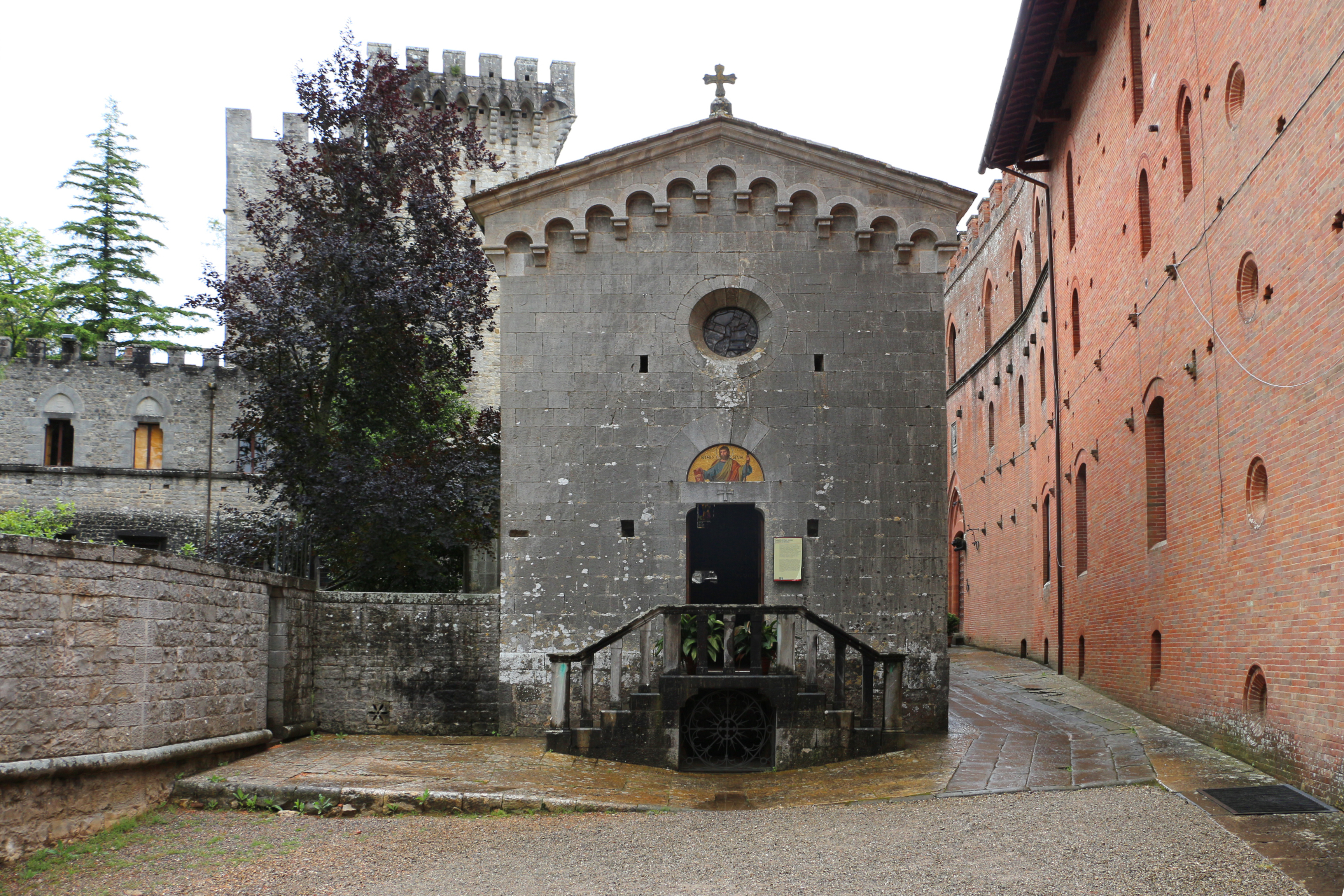
De kapel van San Jacopo
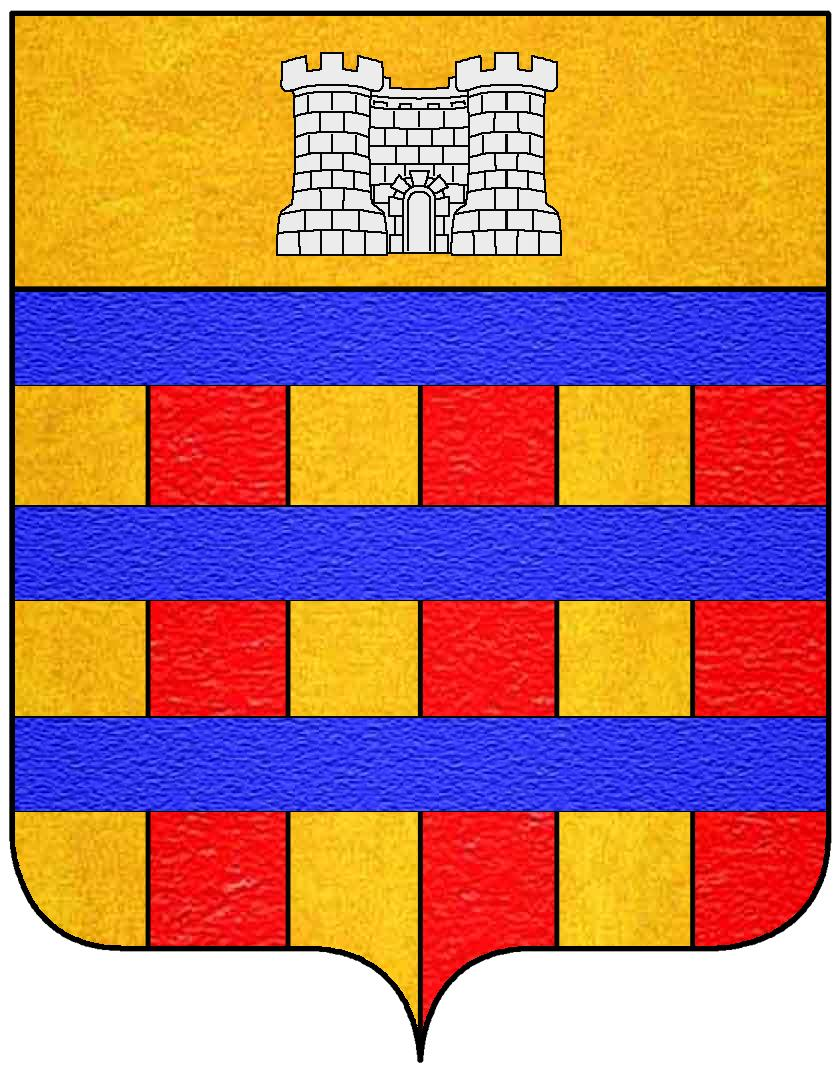
wapen van de baron Ricasoli